# Тоталитаризм (альбом)
«Тоталитари́зм» (1987) — шестой официальный альбом группы «Гражданская оборона». Один из серии альбомов 1987 года. Как и на всех альбомах серии, Егор Летов играет один на всех инструментах.
В 2006 году альбом был наряду с другими переиздан на лейбле «Мистерия Звука» с бонус-треками из неизданного ранее материала.

## История создания
Альбом «Тоталитаризм» стал самым объемным по количеству песен альбомом серии и не вписывался в традиционную для Летова тридцатиминутную запись, часть песен из него была включена в альбом «Хорошо!!» («Здравствуй, чёрный понедельник», «Хороший автобус», «Психоделический камешек» и «Хороший царь и знакомая вонь»), а часть — в альбом «Некрофилия» («Какое мне дело» и «Поебать»). Стихотворение Янки Дягилевой «Как жить» было записано вместе с её песней «Печаль моя светла» во время записи альбома «Некрофилия», куда по словам Летова: «не подошло по смыслу». В композиции «Тоталитаризм» Летов впервые применил сдвоенное гитарное соло, путём последовательного наложения одной соло-партии на другую. Песня «Страна дураков» — переработанная песня с раннего альбома первого проекта Летова «Посев».
Прообразом майора из песни «Мы — лёд» стал майор КГБ Владимир Васильевич Мешков, ведший дело Летова. Фразу «Мы — лёд под ногами майора», по словам Летова, придумал его друг Евгений «Джефф» Филатов. Композиция «Западло» имеет автобиографичные оттенки. В первом куплете речь идет предположительно о самом Летове («Он всё время орал и с майором воевал»), второй куплет посвящен Андрею «Курту» Васину (Был ещё чувак, у него был крест / Он все время ждал, и колёса жрал), в третьем — о его соратнике Константине Рябинове («А теперь он в сапогах и с ружьём на плече…»), который был призван в армию, несмотря на сердечную недостаточность. Строчка «Он глазами зеленел, ожидая Годо» отсылает к пьесе Сэмюэля Беккета «В ожидании Годо».

## Список композиций
Слова и музыка всех песен — Автор всех песен Егор Летов кроме песни №4.
| №   | Название                           | Длительность |
| --- | ---------------------------------- | ------------ |
| 1.  | «Мы — лёд»                         | 1:53         |
| 2.  | «Западло»                          | 1:58         |
| 3.  | «Джа на нашей стороне»             | 2:18         |
| 4.  | «Как жить» (автор — Янка Дягилева) | 1:03         |
| 5.  | «Есть!»                            | 1:30         |
| 6.  | «Тоталитаризм»                     | 3:53         |
| 7.  | «Вперёд!»                          | 2:35         |
| 8.  | «Оптимизм»                         | 1:57         |
| 9.  | «Анархия (Да будет)»               | 1:53         |
| 10. | «Жрать»                            | 2:08         |
| 11. | «Человека убило автобусом»         | 0:13         |
| 12. | «Насрать на моё лицо»              | 3:23         |
| 13. | «В поле растёт молочай»            | 0:09         |
| 14. | «С новым годом!»                   | 2:42         |
| 15. | «Страна дураков»                   | 1:43         |

| №   | Название                  | Длительность |
| --- | ------------------------- | ------------ |
| 16. | «Раздражение»             | 3:43         |
| 17. | «Трамвай»                 | 0:51         |
| 18. | «Кого-то ещё»             | 2:25         |
| 19. | «Психоделический камешек» | 1:46         |
| 20. | «Упал»                    | 0:10         |
| 21. | «Пошли вы все на хуй»     | 2:38         |
| 22. | «Мимикрия»                | 1:35         |

Слова и музыка всех песен — Егор Летов, кроме № 4 и №11.
| №   | Название                                   | Длительность |
| --- | ------------------------------------------ | ------------ |
| 1.  | «Мы — лёд»                                 | 1:53         |
| 2.  | «Западло»                                  | 1:58         |
| 3.  | «Джа на нашей стороне»                     | 2:18         |
| 4.  | «Как жить» (автор — Янка Дягилева)         | 1:03         |
| 5.  | «Есть!»                                    | 1:30         |
| 6.  | «Тоталитаризм»                             | 3:53         |
| 7.  | «Вперёд!»                                  | 2:35         |
| 8.  | «Оптимизм»                                 | 1:57         |
| 9.  | «Анархия (Да будет)»                       | 1:53         |
| 10. | «Жрать»                                    | 2:08         |
| 11. | «Эй, брат Любер» (автор — Евгений Лищенко) | 0:13         |
| 12. | «Человека убило автобусом»                 | 0:13         |
| 13. | «Насрать на моё лицо»                      | 3:23         |
| 14. | «В поле растёт молочай»                    | 0:09         |
| 15. | «С новым годом!»                           | 2:42         |
| 16. | «Страна дураков»                           | 1:43         |

## О записи
Егор Летов — голос, гитары, бас, ударные. 

Янка Дягилева — голос (4).
Записано в начале июня 1987 года в ГрОб-студии. 

5 декабря 2005 года альбом пересведен и реставрирован Егором Летовым и Натальей Чумаковой. 

Оформление: Егор Летов. 

Композиция «Эй, брат Любер» не вошла в переиздание 2006 года из-за проблем с правообладателями.